# Södra Savolax
Södra Savolax (finska Etelä-Savo) är ett landskap i före detta Östra Finlands län i Finland. Landskapet består av 11 kommuner med sammanlagt cirka 140 930 invånare. Huvudorten i Södra Savolax är staden S:t Michel.

## Historia
Södra Savolax har sitt ursprung i det medeltida landskapet Savolax. Under 1580-talet utvandrade många människor från Savolax till Sverige. Ättlingar kom senare att bosätta sig i de områden i västra Mellansverige (Värmland, Dalarna) som kallas finnbygder.

### Administrativ historik
1 januari 2002 överfördes kommunen Kangaslampi till landskapet Norra Savolax.

## Kommuner
Det finns 11 kommuner i landskapet (2025). Städerna är markerade med fet stil.
- Enonkoski
- Hirvensalmi
- Juva
- Kangasniemi
- Mäntyharju
- Nyslott
- Pieksämäki
- Puumala
- Rantasalmi
- S:t Michel
- Sulkava

Tidigare hörde även kommunerna Heinävesi och Jorois till Södra Savolax, men 2021 överfördes dessa till landskapen Norra Karelen respektive Norra Savolax.

## Välfärdsområde
Hela landskapet tillhör Södra Savolax välfärdsområde som ansvarar för social- och hälsovård samt räddningstjänst.

## Södra Savolax vapen

Savolax historiska landskapsvapen.

Trots att dagens Södra Savolax enbart upptar den södra delen av det historiska landskapet Savolax är dess vapen nästan identiskt (men spegelvänt) i jämförelse med det historiska Savolax' vapen.